# Lemma van Borel-Cantelli
Het lemma van Borel–Cantelli is een stelling in de kansrekening over een rij gebeurtenissen, die zegt dat als de som van de kansen van een rij gebeurtenissen eindig is, niet oneindig veel van deze gebeurtenissen gelijktijdig kunnen optreden, althans niet met positieve kans. Voor dit resultaat is niet de onafhankelijkheid van de gebeurtenissen vereist. Het lemma is genoemd naar de Franse wiskundige Émile Borel en de Italiaanse wiskundige Francesco Cantelli. Een generalisatie van het lemma is van toepassing in de maattheorie.  Een aanverwant resultaat, dat een gedeeltelijke omkering is van het lemma, wordt wel het tweede lemma van Borel–Cantelli genoemd.

## Lemma
Als voor een rij gebeurtenissen {\displaystyle (A_{n})} in een kansruimte de som van de kansen eindig is, dus:
{\displaystyle \sum _{n=1}^{\infty }P(A_{n})<\infty ,}
dan is de kans dat oneindig veel van de gebeurtenissen gelijktijdig optreden 0, dat wil zeggen:
{\displaystyle P\left(\limsup _{n\to \infty }A_{n}\right)=0}
Hierin is limsup de limes superior van de rij gebeurtenissen:
{\displaystyle \limsup _{n\to \infty }A_{n}=\bigcap _{n=1}^{\infty }\bigcup _{k=n}^{\infty }A_{k},}
dus bestaande uit de uitkomsten die oneindig vaak voorkomen in de rij.

### Bewijs
Als de som van de kansen eindig is, dus convergent is, moet:
{\displaystyle \inf _{n\geq 1}\sum _{k=n}^{\infty }P(A_{k})=0.}
Daaruit volgt:
{\displaystyle P\left(\limsup _{n\to \infty }A_{n}\right)=P\left(\bigcap _{n=1}^{\infty }\bigcup _{k=n}^{\infty }A_{k}\right)}
{\displaystyle \leq \inf _{n\geq 1}P\left(\bigcup _{k=n}^{\infty }A_{k}\right)\leq \inf _{n\geq 1}\sum _{k=n}^{\infty }P(A_{k})=0}

## Voorbeeld
Stel {\displaystyle (X_{n})} is een rij stochastische variabelen waarvoor voor alle {\displaystyle n} voor de gebeurtenis {\displaystyle \{X_{n}=0\}} geldt:  
{\displaystyle P(X_{n}=0)={\frac {1}{n^{2}}}}
Dan is: 
{\displaystyle \sum _{n=1}^{\infty }P(X_{n}=0)=\sum _{n=1}^{\infty }{\frac {1}{n^{2}}}={\frac {\pi ^{2}}{6}}<\infty }
Dus is volgens het lemma de kans dat oneindig veel van de gebeurtenissen {\displaystyle \{X_{n}=0\}} optreden gelijk aan 0, zodat {\displaystyle X_{n}} met kans 1  ongelijk is aan 0, op ten hoogste een eindig aantal na.

## Omkering
De gedeeltelijke omkering van het lemma, van de hand van Paul Erdős en Alfréd Rényi, luidt: Als voor een rij gebeurtenissen {\displaystyle (A_{n})} in een kansruimte de som van de kansen niet convergeert, dus:
{\displaystyle \sum _{n=1}^{\infty }P(A_{n})=\infty }
en de gebeurtenissen onafhankelijk zijn, dan is de kans dat oneindig veel van de gebeurtenissen gelijktijdig optreden, gelijk aan 1, dat wil zeggen:
{\displaystyle P\left(\limsup _{n\to \infty }A_{n}\right)=1}
Deze omkering geldt ook nog als de gebeurtenissen slechts paarsgewijs onafhankelijk zijn, maar het bewijs is dan veel ingewikkelder.

## Generalisatie
Voor een algemene maatruimte {\displaystyle (X,{\mathcal {F}},\mu )} luidt de generalisatie van het lemma:
Als voor een rij meetbare deelverzamelingen {\displaystyle (A_{n})} van {\displaystyle X} geldt:
{\displaystyle \sum _{n=1}^{\infty }\mu (A_{n})<\infty ,}
dan is 
{\displaystyle \mu \left(\limsup _{n\to \infty }A_{n}\right)=0}